# 刘山 (1927年)
刘山（1927年6月—2004年6月16日），湖北仙桃人，是一位中国外交官。

## 生平
1948年毕业于北京大学哲学系，同年加入民主青年联盟，1956年加入中共。中华人民共和国政治人物、外交官。
1985年，接替章曙，担任中华人民共和国驻比利时大使。1988年，由夏道生接任。1992年至1998年，担任外交学院院长。